# Trinidad i Tobago
Trinidad i Tobago (službeno Republika Trinidad i Tobago, eng. Republic of Trinidad and Tobago) je država u južnom dijelu Karipskog mora, uz obalu Venezuele. Sastoji se od dva otoka, Trinidad (4828 km²) i Tobago (300 km²).

## Povijest
Otok Trinidad otkrio je Kristofor Kolumbo 31. srpnja 1498. Nazvao ga je Trinidad prema Svetom trojstvu. Starosjedioci na otoku su bila indijanska plemena porodice Arawakan i Cariban, ukipno njih 14: Chayma ili Chaima, Cumanagoto, Nepoio ili Nepuyo, Kalinago, Carib, Yao ili Yaio, Shebaio, Saluaio (Salive), Suppoyo (Seppoio), Pariagoto, Guayano, Warrau (Guarauan), Quaqua (Salivan), Carinepagoto. Od 1532. Španjolci su počeli indijance zarobljavati, pretvarati u robove i odvoditi na rad na druge otoke u Karipskom moru. Od 1592. Španjolci su trajno prisutni na otoku. Antonio de Berrio je iste godine otok Trinidad službeno proglasio posjedom Španjolske. Većinu stanovnika otoka su činili uglavnom domaći robovi i crnci iz Afrike. Na otoku Trinidad razvile su se velike plantaže šećerne trske. Nakon pobjede Britanaca nad udruženom francusko-španjolskom flotom, u bitci kod Sao Vicentea, 14. veljače 1797., Britanci su okupirali Trinidad. Francuzi su se odrekli Trinidada 1802. (Amienski mir). Nakon ukidanja ropstva na otoku 1843., došlo je do uvoza jeftine radne snage iz Indije.
Tobago je otkrio Kolumbo 1498. Isprva se zvao Bella Forma, a kasnije je preimenovan u Tobago. Za razliku od Trinidada, Tobago je konstantno mijenjao vlasnika u ratovima između Francuske, Nizozemske i Engleske. Pariškim mirom 1763., Tobago je Francuska ustupila Velikoj Britaniji. Od 1814. (Pariški mir) Tobago je u stalnom britanskom posjedu.
Od 1889. Trinidad i Tobago je zajedničko ime kolonije u vlasništvu Velike Britanije. 1958. Trinidad i Tobago postaje član Zapadnoindijske Federacije, a 1962. je proglasio samostalnost. Stranka 
People's National Movement, PNM, je pobijedila na izborima a njen čelnik 
Eric Eustace Williams, postao prvi premijer 1962. – 1981. Trinidad i Tobago je 1962 pristupio Commonwealthu.

## Stanovništvo
Dobna struktura: 
- 0-14 godina: 25% (muški 151,736; žene 146,135)
- 15-64 godina: 68% (muški 410,668; žene 389,303)
- 65 godina i više: 7% (muški 34,559; žene 43,122) (2000., procjena)
- Prirodni prirast: -0.49% (2000, procjena)
- Etničke skupine: Istočni indijci (emigranti iz istočne Indije) 40,3 %, potomci afričkih crnaca-robova 39,5 %, mješanci 18,5 %, bijelci 0,6 %, ostali 1,2 % (to su Kinezi i potomci starosjedioca (Karibi))
- Religije: Rimokatolička crkva 29,4 %, hinduizam 23,8 %, Anglikanska crkva 10,9 %, muslimani 5,8 %, prezbiterijanci 3,4 %, ostali 26,7 %

Uz službeni engleski jezik, govori se i hindi jezik, španjolski jezik, 
francuski jezik i kineski jezik.

## Razno
- Katolička Crkva na Trinidadu i Tobagu
- Komunikacije u Trinidadu i Tobagu
- Vanjski poslovi Trinidada i Tobaga
- Oružane snage Trinidada i Tobaga
- Glazba Trinidada i Tobaga

## Vanjske poveznice
- National emblems of Trinidad and Tobago
- the Trinidad and Tobago Web Directory  Arhivirana inačica izvorne stranice od 24. prosinca 2016. (Wayback Machine)